# Rząd George’a Canninga

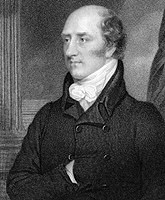
George Canning, premier, pierwszy lord skarbu, kanclerz skarbu, przewodniczący Izby Gmin

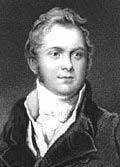
Wicehrabia Goderich, minister wojny i kolonii, przewodniczący Izby Lordów

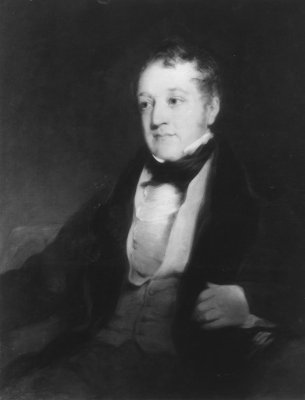
William Huskisson, przewodniczący Zarządu Handlu, Skarbnik Floty

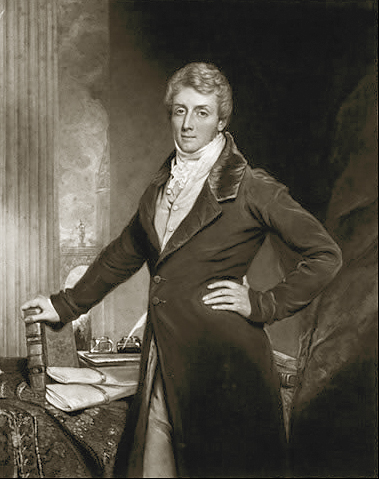
Charles Grant, wiceprzewodniczący Zarządu Handlu

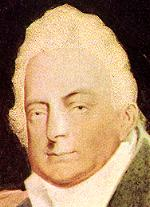
JKW Książę Clarence i St Andrews, lord wielki admirał

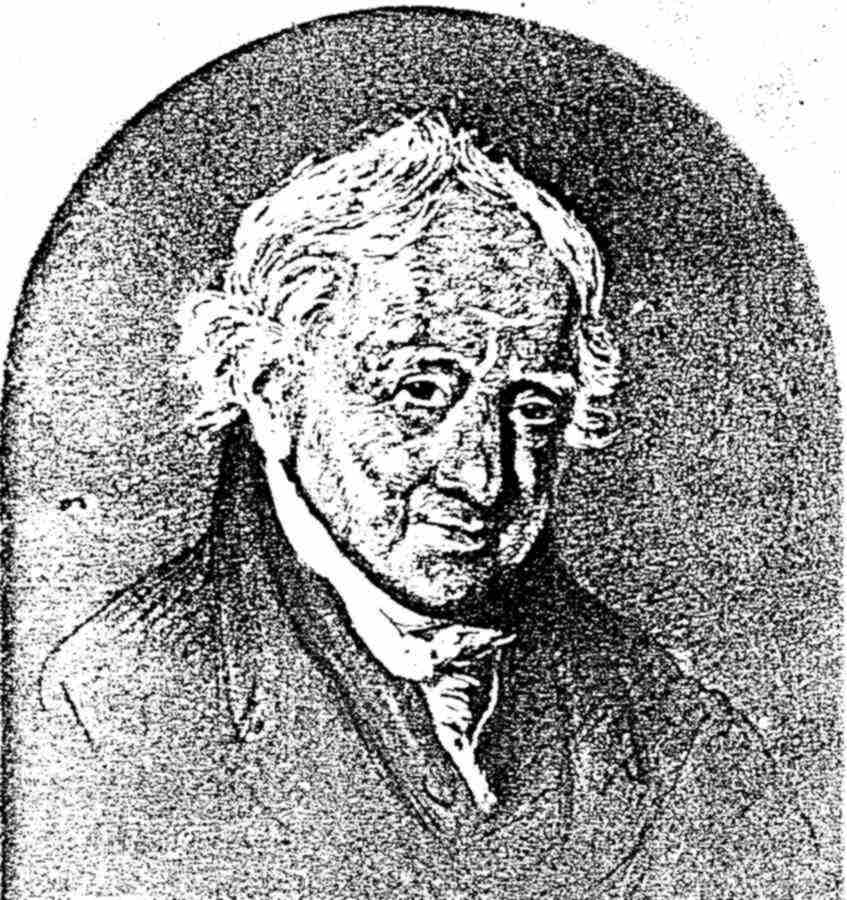
Baron Bexley, kanclerz Księstwa Lancaster

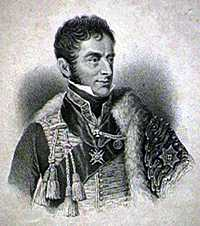
Markiz Anglesey, generał artylerii

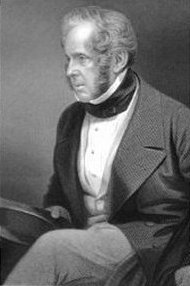
Wicehrabia Palmerston, sekretarz ds. wojny

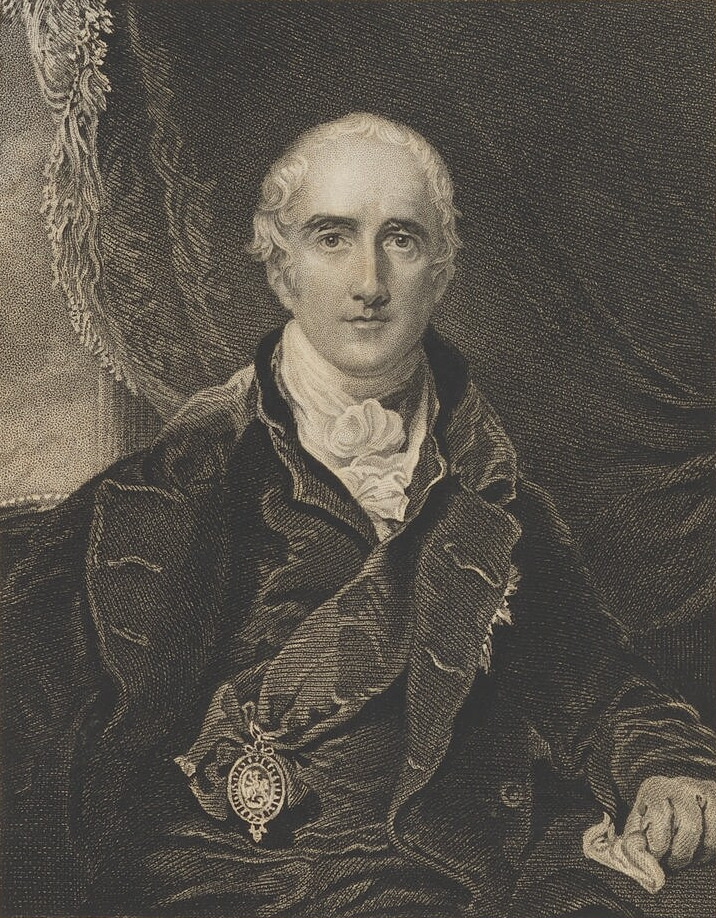
Markiz Wellesley, lord namiestnik Irlandii

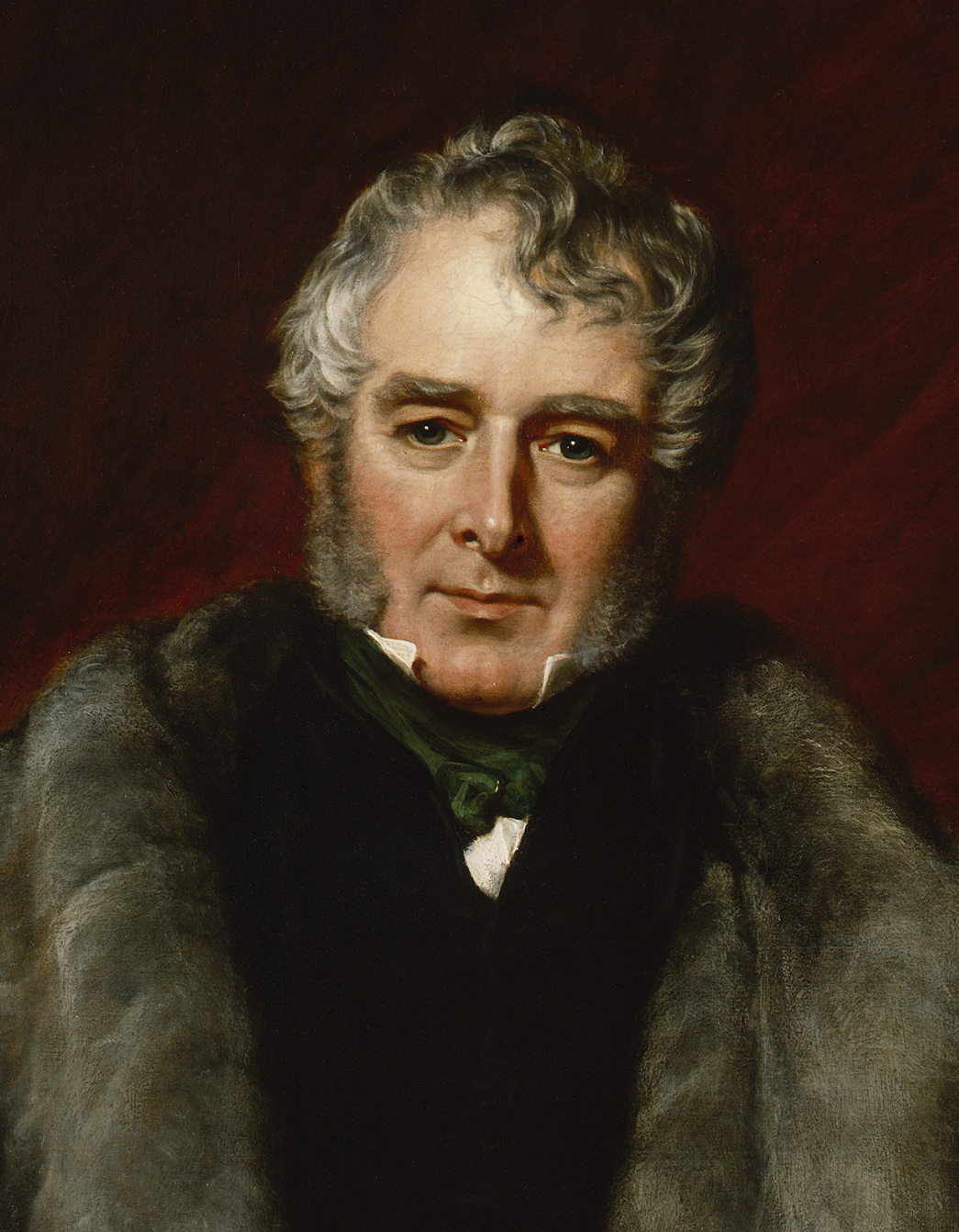
William Lamb, główny sekretarz Irlandii

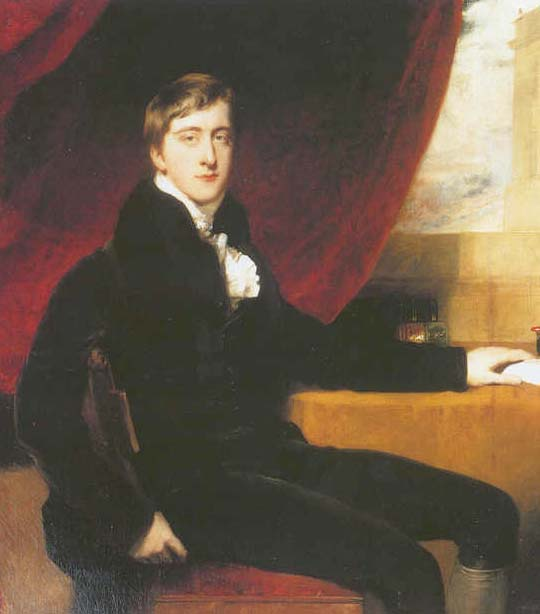
Książę Devonshire, lord szambelan

9 kwietnia 1827 r. ze stanowiska premiera zrezygnował lord Liverpool. Jego następcą został 10 kwietnia dotychczasowy minister spraw zagranicznych George Canning, przedstawiciel liberalnego skrzydła torysów. Liberalne poglądy Canninga spowodowały, że wielu torysów nie poparło jego gabinetu. Rząd sprawował władzę dzięki poparciu liberalnych torysów (zwanych „Canningites”) i części wigów. Canning był premierem do swojej śmierci, która nastąpiła 8 sierpnia 1827 r.
Członków ścisłego gabinetu wyróżniono tłustym drukiem.

## Skład rządu
| Urząd                                                                 | Imię i nazwisko | Kadencja |
| --------------------------------------------------------------------- | --- | -------- |
| Premier Pierwszy lord skarbu kanclerz skarbu Przewodniczący Izby Gmin | George Canning | 1827     |
|                                                                       | |          |
| Parlamentarny sekretarz skarbu                                        | Joseph Planta | 1827     |
| Finansowy sekretarz skarbu                                            | John Charles Herries | 1827     |
| Młodsi lordowie skarbu                                                | Francis Conyngham, hrabia Mount Charles Lord Francis Leveson-Gower Edward Eliot, lord Eliot Edmund Alexander MacNaughten Maurice FitzGerald | 1827     |
| Lord przewodniczący Rady                                              | Dudley Ryder, 1. hrabia Harrowby William Bentinck, 4. książę Portland                                                                       | 1827     |
| Lord kanclerz                                                         | John Copley, 1. baron Lyndhurst | 1827     |
| Minister spraw wewnętrznych                                           | William Sturges Bourne Henry Petty-Fitzmaurice, 3. markiz Lansdowne                                                                         | 1827     |
| Podsekretarz stanu w ministerstwie spraw wewnętrznych                 | Spencer Perceval Thomas Rice | 1827     |
| Minister spraw zagranicznych                                          | John Ward, 1. hrabia Dudley | 1827     |
| Podsekretarz stanu w ministerstwie spraw zagranicznych                | Charles Ellis, 6. baron Howard de Walden | 1827     |
| Minister wojny i kolonii Przewodniczący Izby Lordów                   | Frederick Robinson, 1. wicehrabia Goderich                                                                                                  | 1827     |
| Podsekretarz stanu w ministerstwie wojny i kolonii                    | Robert Wilmot Horton | 1827     |
| Przewodniczący Zarządu Handlu Skarbnik Floty                          | William Huskisson | 1827     |
| Wiceprzewodniczący Zarządu Handlu                                     | Charles Grant | 1827     |
| Przewodniczący Rady Kontroli                                          | Charles Watkin Williams-Wynn | 1827     |
| Sekretarz Rady Kontroli                                               | Thomas Peregrine Courtenay | 1827     |
| Lord Wielki Admirał                                                   | Wilhelm Henryk Hanowerski, książę Clarence i St Andrews                                                                                     | 1827     |
| Sekretarz przy Admiralicji                                            | John Wilson Croker | 1827     |
| Lord tajnej pieczęci                                                  | William Bentinck, 4. książę Portland George Howard, 6. hrabia Carlisle                                                                      | 1827     |
| Kanclerz Księstwa Lancaster                                           | Nicholas Vansittart, 1. baron Bexley | 1827     |
| Generał artylerii                                                     | Henry Paget, 1. markiz Anglesey | 1827     |
| Zastępca generała artylerii                                           | Edward Owen | 1827     |
| Skarbnik artylerii                                                    | George Clerk | 1827     |
| Zaopatrzeniowiec artylerii                                            | Mark Singleton | 1827     |
| Sekretarz ds. wojny                                                   | Henry Temple, 3. wicehrabia Palmerston | 1827     |
| Zarządca mennicy                                                      | George Tierney | 1827     |
| Płacmistrz armii                                                      | William Vesey-FitzGerald | 1827     |
| Pierwszy komisarz ds. lasów                                           | George Howard, 6. hrabia Carlisle William Sturges Bourne                                                                                    | 1827     |
| Minister bez teki                                                     | Henry Petty-Fitzmaurice, 3. markiz Lansdowne William Bentinck, 4. książę Portland                                                           | 1827     |
| Lord namiestnik Irlandii                                              | Richard Wellesley, 1. markiz Wellesley | 1827     |
| Główny sekretarz Irlandii                                             | William Lamb | 1827     |
| Prokurator generalny                                                  | James Scarlett | 1827     |
| Solicitor General                                                     | Nicholas Conyngham Tindal | 1827     |
| Najwyższy Sędzia Wojskowy                                             | James Abercrmoby | 1827     |
| Lord adwokat                                                          | William Rae | 1827     |
| Solicitor General dla Szkocji                                         | John Hope | 1827     |
| Prokurator generalny dla Irlandii                                     | Henry Joy | 1827     |
| Solicitor General dla Irlandii                                        | John Doherty | 1827     |
| Lord steward                                                          | Henry Conyngham, 1. markiz Conyngham | 1827     |
| Lord szambelan                                                        | William Cavendish, 6. książę Devonshire | 1827     |
| Wiceszambelan Dworu Królewskiego                                      | Samuel Hulse | 1827     |
| Koniuszy królewski                                                    | George Osborne, 6. książę Leeds | 1827     |
| Skarbnik Dworu Królewskiego                                           | William Henry Fremantle | 1827     |
| Kontroler Dworu Królewskiego                                          | Lord George Beresford | 1827     |
| Kapitan Gentelmen Pensioners                                          | Henry Devereux, 14. wicehrabia Hereford | 1827     |
| Kapitan Ochotników Gwardii                                            | George Parker, 4. hrabia Macclesfield | 1827     |
| Opiekun stajni królewskich                                            | William Wellesley-Pole, 1. baron Maryborough                                                                                                | 1827     |